# Knjas Suworow
Die Knjas Suworow (russisch Князь Суворов) war ein Linienschiff der Kaiserlich-Russischen-Marine, das vierte von fünf Schiffen der Borodino-Klasse. Benannt wurde das Schiff nach dem russischen Generalissimus, Fürst (russ. Knjas, seit 1799) Alexander Wassiljewitsch Suworow (1730–1800). Es wurde nach einem Marsch von über 18.000 sm mit zwei Schwesterschiffen am 27. Mai 1905 in der Seeschlacht von Tsushima versenkt.

## Die Borodino-Klasse
Die Borodino-Klasse basierte auf den Plänen der in Frankreich 1899–1901 gebauten Zessarewitsch. Die russische Marineleitung hatte beim Abschluss des Bauvertrags darauf bestanden, dass man fünf weitere Schiffe der gleichen Art in Russland bauen und soweit notwendig modifizieren durfte, damit sie den Ansprüchen der russischen Marine entsprächen. Demgemäß wurden von 1899 bis 1905 die Schiffe der Borodino-Klasse auf russischen Werften gebaut: Borodino, Imperator Alexander III., Orjol, Knjas Suworow und Slawa.
Wie schon die Zessarewitsch, so litten auch diese Schiffe daran, dass ihr Schwerpunkt zu hoch lag, die Bordwände im sog. Tumblehome-Design oberhalb der Wasserlinie nach innen zeigten, das in der Rumpfmitte laufende Längsschott die Gefahr des Kenterns heraufbeschwor, und der niedrige Gürtelpanzer bei voller Gefechtsbeladung unter Wasser gedrückt wurde. Die Kasemattgeschütze lagen so tief, dass sie bei Seegang unbrauchbar waren. Hinzu kam, dass die Schiffe trotz größeren Gewichts schwächere Maschinen als die Zessarewitsch hatten. Alle drei bei Tsushima versenkten Schiffe der Klasse kenterten, bevor sie sanken. Die Schiffe werden daher von manchen Schiffbauexperten als die schlechtesten jemals gebauten Schlachtschiffe angesehen (Preston 2002).

## Geschichte

### Tsushima
Die Knjas Suworow wurde 1901 auf den Baltischen Werken in St. Petersburg auf Kiel gelegt. Sie lief im September 1902 vom Stapel und wurde im September 1904 fertiggestellt, in Dienst gestellt und mit ihren Schwesterschiffen (ausgenommen die noch nicht fertiggestellte Slawa) dem Zweiten Pazifik-Geschwader unter Vizeadmiral Roschestwenski zugeteilt. Roschestwenski nahm die Knjas Suworow als sein Flaggschiff. Bereits am 15. Oktober 1904 ging Roschestwenskis Flotte auf die acht-monatige Reise über 18.000 Seemeilen nach Ostasien.
Die Knjas Suworow, unter dem Kommando von Kpt. Ignatius, wurde in der Seeschlacht von Tsushima am 27. Mai 1905 sehr schnell schwer beschädigt. Sie bekam als Führungsschiff der russischen Schlachtlinie laufend erhebliche Treffer der japanischen Schlachtflotte ab. Ein Treffer traf die Brücke und verwundete den kommandierenden Admiral schwer, so dass die Flotte ab diesem Zeitpunkt führungslos war, denn ein Signal darüber wurde den restlichen Schiffen nicht gegeben.
Schwer getroffen musste sie aus der Schlachtlinie ausscheren und übergab den verwundeten Admiral Roschestwenski an ein Torpedoboot, damit er in Sicherheit gebracht werden konnte. Im weiteren Verlauf der Schlacht erhielt das Schiff weitere schwere Treffer und verlor den Anschluss an die russische Schlachtlinie. Kurzzeitig geriet das Schiff zwischen die Geschwader und wurde versehentlich auch von den russischen Schiffen beschossen, die es für einen beschädigten japanischen Panzerkreuzer hielten. Schließlich wurde das Schiff ebenso wie der zu seiner Deckung zurückgebliebene Hilfskreuzer Kamtschatka von japanischen Torpedobooten final getroffen, kenterte und sank.